# Верона (Іллінойс)
Верона (англ. Verona) — селище (англ. village) в США, в окрузі Ґранді штату Іллінойс. Населення — 208 осіб (2020).

## Географія
Верона розташована за координатами 41°12′56″ пн. ш. 88°30′18″ зх. д. / 41.21556° пн. ш. 88.50500° зх. д. (41.215682, -88.504904).  За даними Бюро перепису населення США в 2010 році селище мало площу 0,42 км², уся площа — суходіл.

## Демографія
Згідно з переписом 2010 року, у селищі мешкало 215 осіб у 84 домогосподарствах у складі 59 родин. Густота населення становила 517 осіб/км².  Було 90 помешкань (216/км²).
Расовий склад населення:
| - 90,7 % — білих - 1,9 % — корінних американців - 4,2 % — осіб інших рас |

До двох чи більше рас належало 3,3 %. Частка іспаномовних становила 9,3 % від усіх жителів.
За віковим діапазоном населення розподілялося таким чином: 26,5 % — особи молодші 18 років, 57,7 % — особи у віці 18—64 років, 15,8 % — особи у віці 65 років та старші. Медіана віку мешканця становила 37,9 року. На 100 осіб жіночої статі у селищі припадало 82,2 чоловіків;  на 100 жінок у віці від 18 років та старших — 83,7 чоловіків також старших 18 років.
Середній дохід на одне домашнє господарство  становив 74 359 доларів США (медіана — 62 188), а середній дохід на одну сім'ю — 78 525 доларів (медіана — 60 938). За межею бідності перебувало 8,8 % осіб, у тому числі 8,4 % дітей у віці до 18 років та 16,7 % осіб у віці 65 років та старших.
Цивільне працевлаштоване населення становило 101 осіб. Основні галузі зайнятості: освіта, охорона здоров'я та соціальна допомога — 20,8 %, виробництво — 17,8 %, будівництво — 12,9 %, роздрібна торгівля — 10,9 %.